# Damir Hrelja
Damir Hrelja (ur. 13 października 2001 w Goraždach) – bośniacki piłkarz występujący na pozycji napastnika. Zawodnik klubu Borac Banja Luka.

## Kariera
Hrelja jest wychowankiem klubu z jego rodzinnego miasta, FK Goražde. W drużynie seniorów zadebiutował 24 sierpnia 2019 w spotkaniu z NK TOŠK Tešanj. Na przestrzeni dwóch sezonów zdobył 6 bramek w 24 występach w ramach 1. ligi Bośni i Hercegowiny. W listopadzie 2020 był testowany przez sarajewski klub FK Željezničar. Jego transfer do stołecznego klubu został ogłoszony w marcu 2021.
W bośniackiej ekstraklasie zadebiutował 25 kwietnia 2021 w spotkaniu z FK Olimpik Sarajewo. Dla Željezničara rozegrał łącznie 10 spotkań ligowych, nie strzelając jednakże w nich żadnej bramki. 5 lutego 2022 został wypożyczony do swojego rodzimego klubu, gdzie zdobył 7 bramek w 14 spotkaniach.
W lipcu 2022 kontrakt z piłkarzem podpisał beniaminek bośniackiej ekstraklasy, FK Igman Konjic. Hrelja rozegrał dla tego klubu 32 spotkania w których zdobył 4 bramki, z czego najbardziej wyjątkową była ta zdobyta w 28 minucie w spotkaniu z FK Sarajevo. Hrelja otworzył wynik spotkania, które zakończyło się rezultatem 2:0. Była to nie tylko debiutancka bramka Damira na najwyższym stopniu rozgrywkowym w Bośni i Hercegowinie, ale również pierwsza w historii zdobyta przez klub Igman ogółem, przypieczętowana także jego pierwszym zwycięstwem.
W lipcu 2023 Hrelja dołączył do Boraca Banja Luka, z którym zdobył swoje pierwsze trofeum - mistrzostwo Bośni i Hercegowiny. 25 maja 2024 przedłużył kontrakt z klubem z Banja Luki o kolejny rok.
10 lipca 2024 zdobył debiutancką bramkę w europejskich pucharach w spotkaniu eliminacyjnym Ligi Mistrzów UEFA przeciwko albańskiemu klubowi Egnatia Rrogozhinë. Hrelja zdobył zwycięską bramkę w 96 minucie, ustalając wynik meczu na 1:0. 

## Życie prywatne
Jego siostra, Maja, także jest piłkarką, zawodniczką żeńskiej drużyny FK Sarajevo, regularnie powoływaną do reprezentacji Bośni i Hercegowiny w piłce nożnej kobiet.

## Sukcesy

### Borac Banja Luka
- Mistrzostwo Bośni i Hercegowiny
  - mistrz (1): 2023/2024